# 砥峰高原

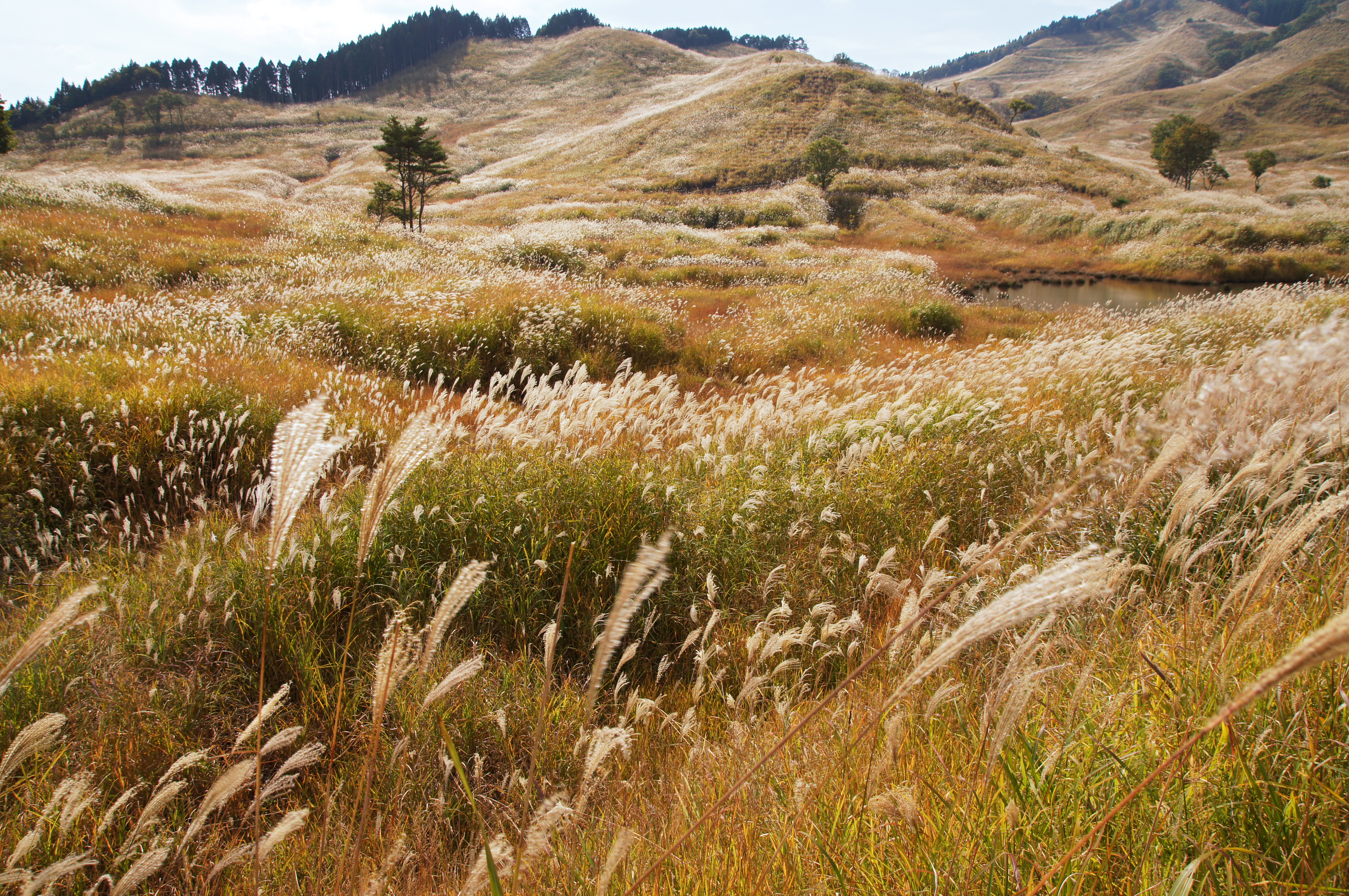
砥峰高原

砥峰高原（とのみねこうげん）は、兵庫県神崎郡神河町にある高原。山野草の宝庫、ススキの大群生地として知られている。

## 概要
雪彦峰山県立自然公園に属する標高800～900mに位置する面積約90ヘクタールの草原で、波打つような緩やかな起伏が連続する周氷河地形の一種の化石周氷河斜面と呼ばれる地形で、秋は草原一面が銀色の絨毯

となる日本有数のススキの大群生地である。また湿原（砥峰高原湿地帯）では、多くの高山植物を観ることができる。
近代以前は茅葺屋根材の茅の伐採地であり、その環境を維持する為に毎年雪解けの時期に山焼きが行われてきた。それによってススキの大草原が出現することとなった。茅を伐採しなくなった現在もススキの大草原を維持することを目的とした山焼きが毎年4月に行われている。
当地は、2010年公開の村上春樹原作の映画『ノルウェイの森』の主要撮影地となって以来、映画やドラマの撮影地として利用されるようになった。

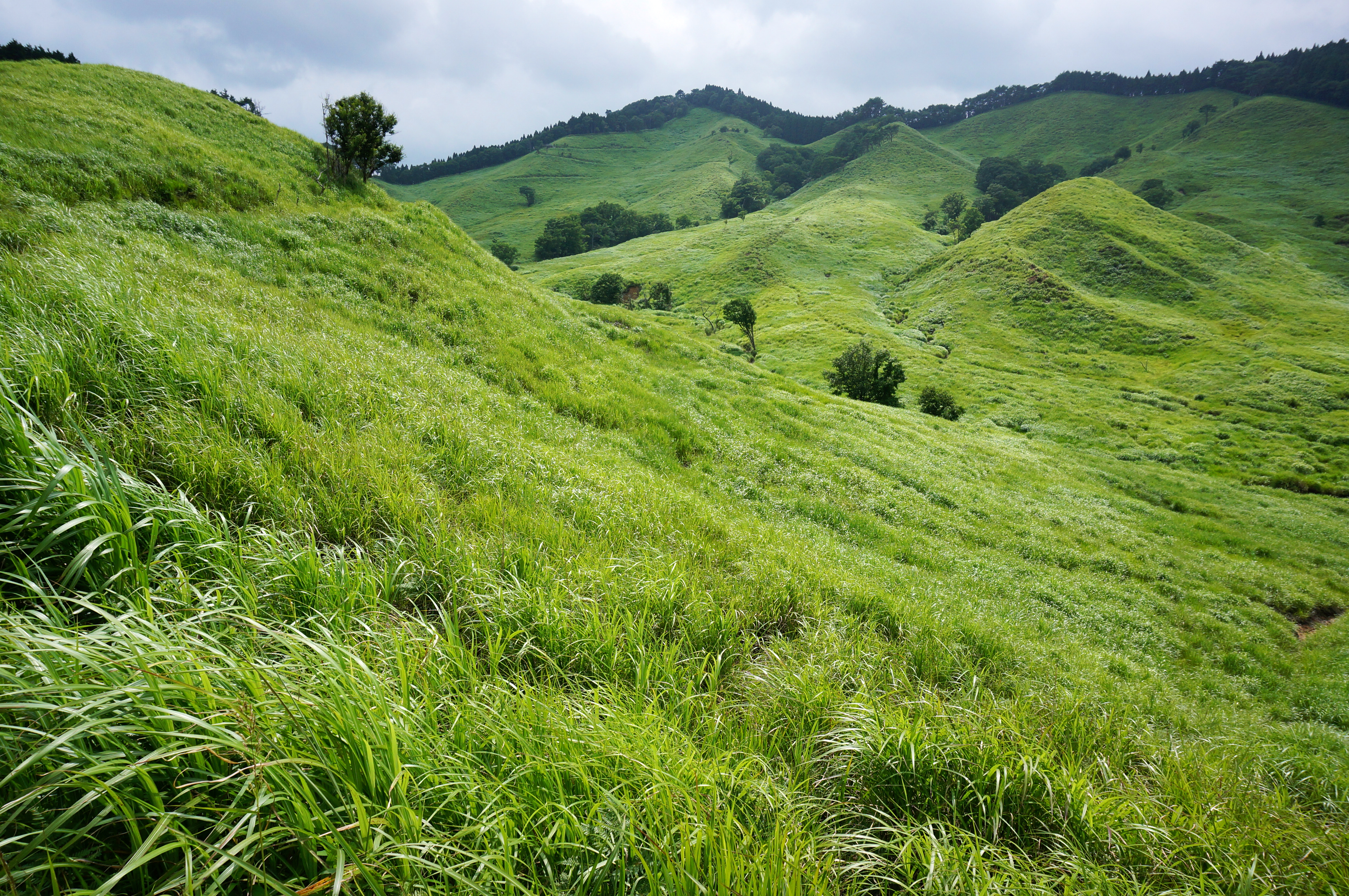
8月上旬
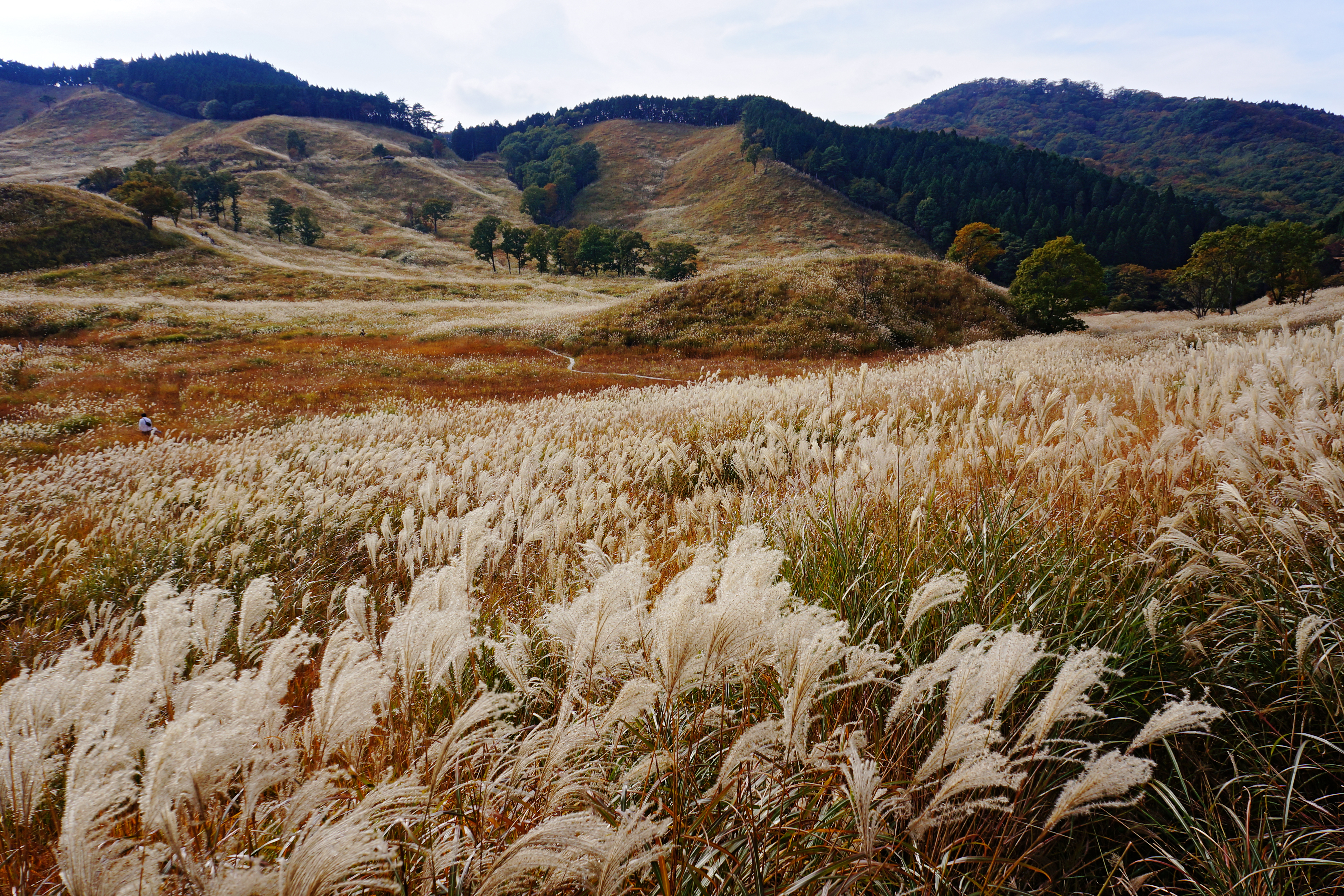
10月下旬
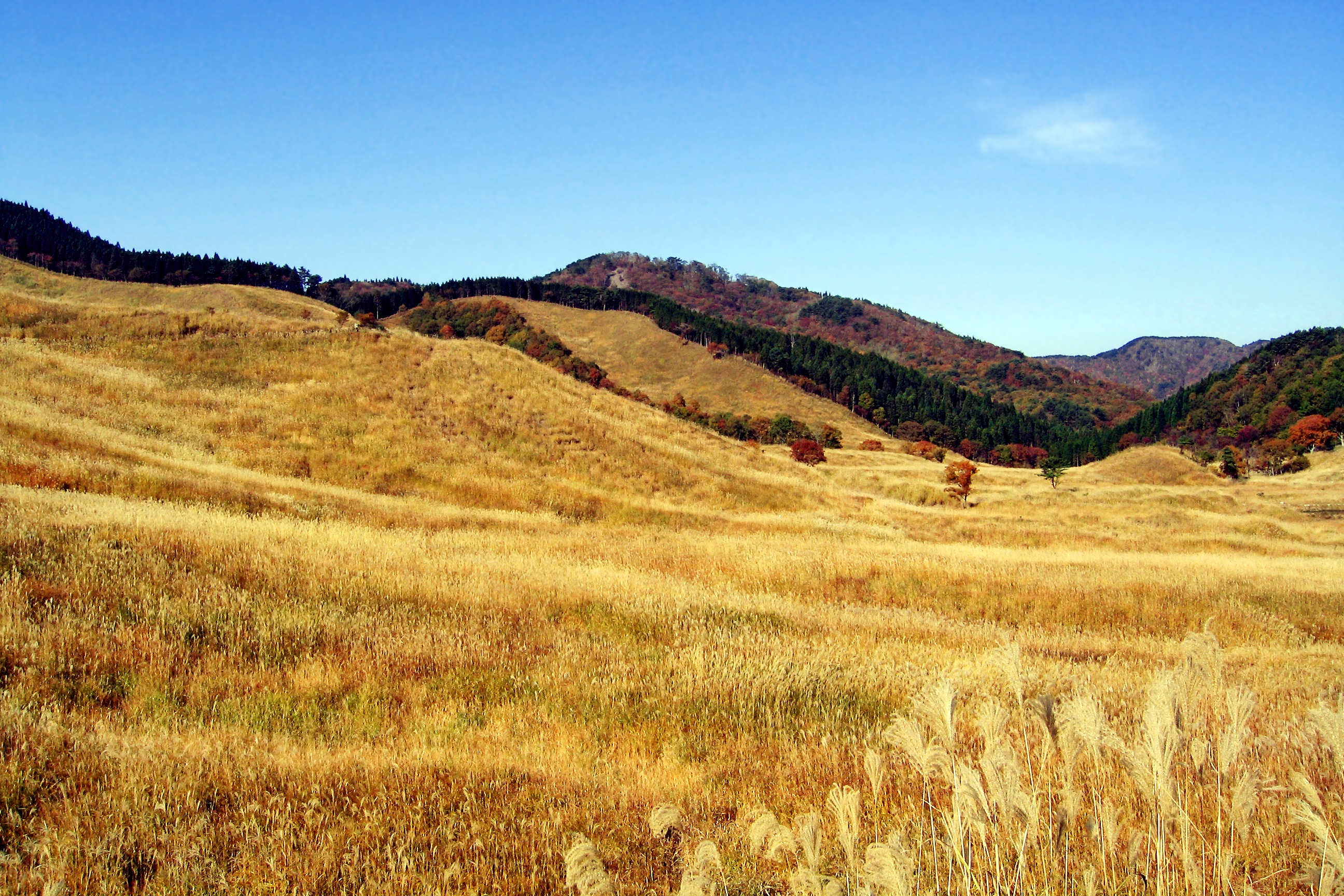
11月上旬

## 施設

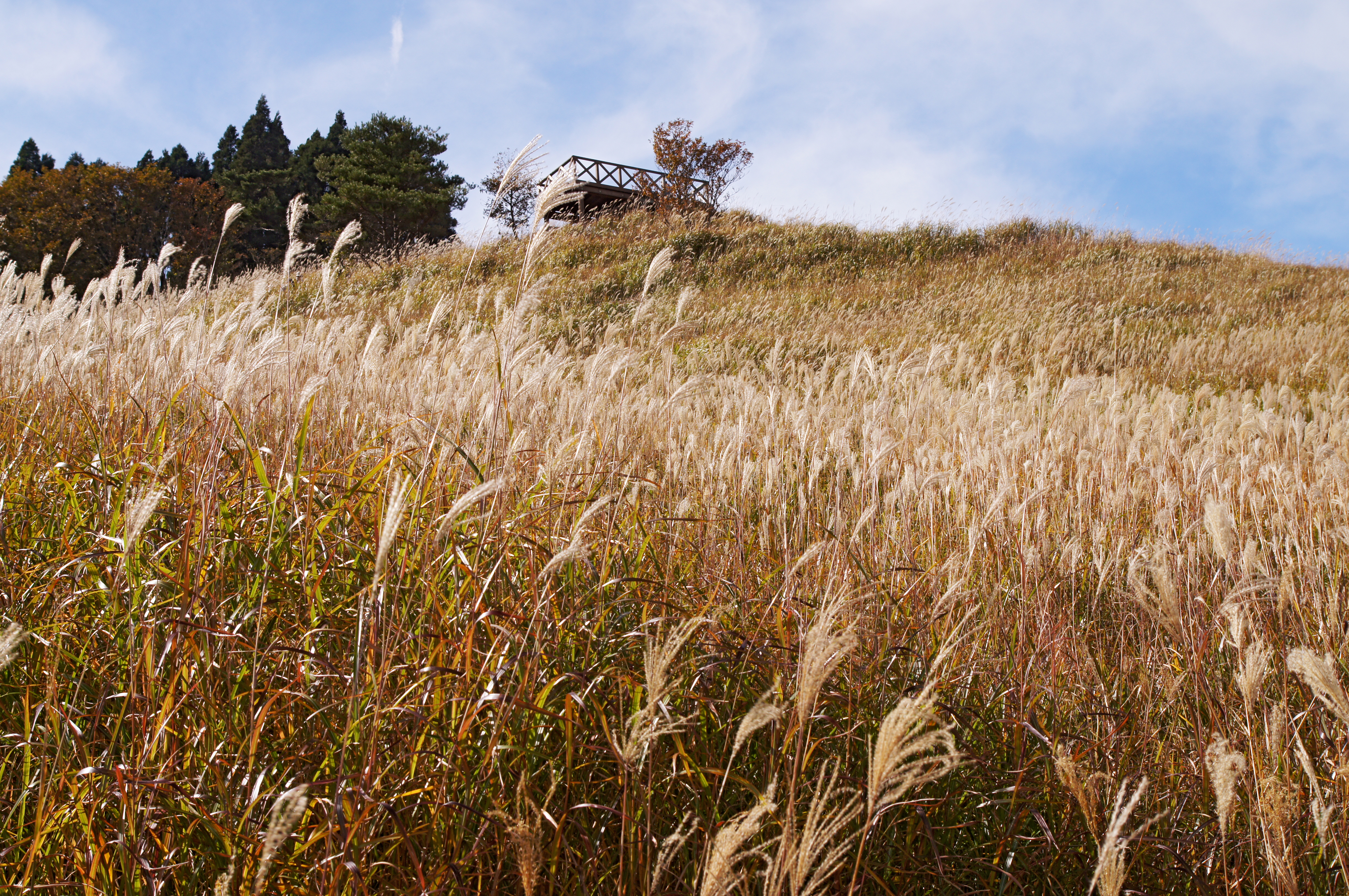
展望台
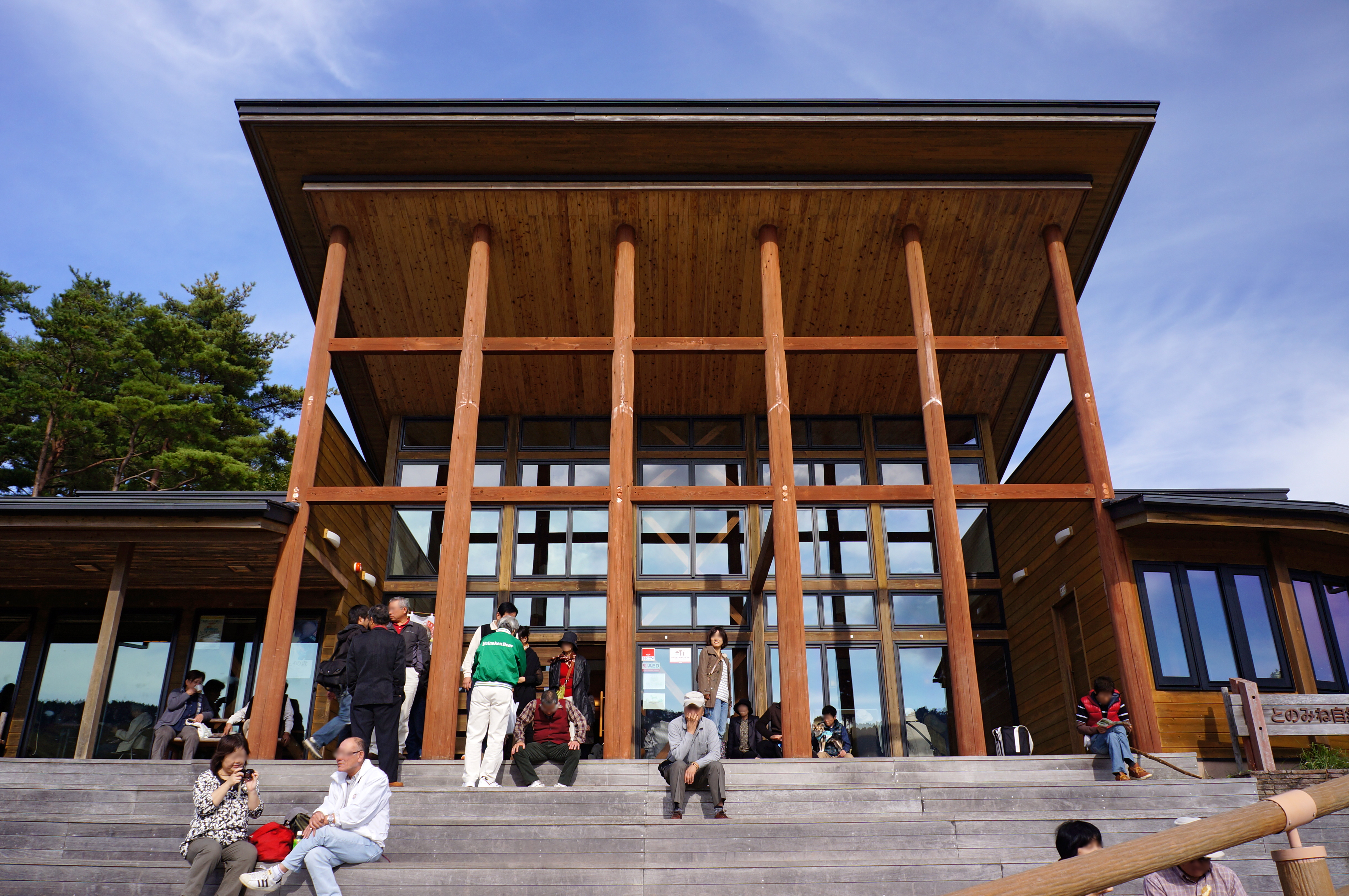
とのみね自然交流館
  - 平家そば処交流庵

- 展望台
- とのみね自然交流館

## 主なハイキングコース
- 夜鷹山まで5km（片道90分）
- 福知渓谷休養センターまで5km（片道90分）
- 峰山高原（ホテルリラクシア）まで7km（片道120分）

## 主なイベント
- 砥峰高原の山焼 - 4月第１土曜日
- 砥峰高原観月会 - 9月中旬
- ススキ祭り - 10月中旬

### 備考
- 2015年の「砥峰高原の山焼」は、予定されていた3月28日に失火による火災が発生したことにより、急遽中止となった[4]。

2017年の山焼きの際には、点火作業員の地元住民がススキに着けた火が引火し大火傷を負い、後日死亡した。そのため2018年の山焼きは中止し、2019年はイベントや見学客の立ち入りはせずに行う。

## 主な撮影地となった映画・テレビドラマ・ミュージックビデオ
- 映画「ノルウェイの森」（2010年公開）[5]
- NHK大河ドラマ「平清盛」、タイトル映像、第1話、第8話（2012年作品）[6]
- テレビ朝日開局55周年記念ドラマスペシャル「上意討ち」（2013年作品）[7]
- NHK大河ドラマ「軍師官兵衛」、タイトル映像、第1話、第2話（2014年作品）[8]
- 映画「信長協奏曲」（2016年公開）[9]
- SUPER EIGHT「LIFE GOES ON」（2024年）

## 交通アクセス
- JR播但線 寺前駅または長谷駅から神姫グリーンバスで「川上」行きで終点下車 徒歩約1時間30分
- JR播但線 長谷駅からタクシーで約20分
- JR播但線 寺前駅から峰山高原経由砥峰高原行き直行バス（予約要）
  - 7月21日から10月3日まで - 火・木・土・日曜・祝祭日の1日1便運行
  - 10月5日から11月10日まで - 火・木・土・日曜・祝祭日の1日2便運行

## 周辺情報
- 雪彦峰山県立自然公園
  - 峰山高原、黒岩の滝、扁妙の滝、オウネン滝、太田の滝、足尾の滝、太田池、福知渓谷
- 生野銀山
- 銀山まち回廊
- ヨーデルの森